# Staatsanwaltschaft Konstanz
Die Staatsanwaltschaft Konstanz ist als Strafverfolgungsbehörde zuständig für den Bezirk des Landgerichts Konstanz.

## Aufgaben und Zuständigkeit
Entsprechend der Zuständigkeit des Landgerichts Konstanz umfasst der Bezirk der Staatsanwaltschaft die Bezirke der Amtsgerichte Donaueschingen, Konstanz, Radolfzell, Singen, Stockach, Überlingen und Villingen-Schwenningen. Im Zuständigkeitsbereich wohnen rund 580.000 Bürger. Die Staatsanwaltschaft Konstanz ist der Generalstaatsanwaltschaft in Karlsruhe unterstellt (§ 147 GVG). Sie gehört zum sogenannten badischen Rechtsgebiet, in dem u. a. traditionell in der Ordentlichen Gerichtsbarkeit und bei den Staatsanwaltschaften der „badische Aktenknoten“ zur Bindung der Akten verwendet wird.
Im Januar 2022 hat das Haus des Jugendrechts in Villingen-Schwenningen seine Tätigkeit aufgenommen. Daran beteiligt sind die Staatsanwaltschaft Konstanz, das Polizeipräsidium Konstanz und die Jugendämter der Stadt Villingen-Schwenningen und des Schwarzwald-Baar-Kreises.

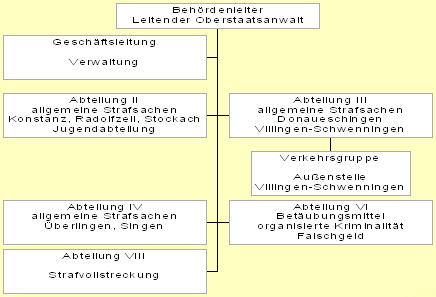
Organisation

Bei der Staatsanwaltschaft Konstanz sind derzeit (Anfang 2022) ein Leitender Oberstaatsanwalt, 30 Staatsanwältinnen und Staatsanwälte sowie neun Amtsanwältinnen und Amtsanwälte als Strafverfolger tätig. Insgesamt sind bei der Staatsanwaltschaft Konstanz 94 Personen beschäftigt. Gemäß dem Organisationsstatut der Staatsanwaltschaften (Verwaltungsvorschrift des Justizministeriums Baden-Württemberg) ist die Staatsanwaltschaft Konstanz als Justizbehörde in fünf Ermittlungsabteilungen, eine Vollstreckungsabteilung sowie eine Verwaltungsabteilung gegliedert. Die Ermittlungsabteilungen sind zum einen (räumlich) für bestimmte Amtsgerichtsbezirke, zum anderen (sachlich) für bestimmte Gebiete des Strafrechts zuständig.
Die Staatsanwaltschaft Konstanz ermittelte in einer AfD-Spendenaffäre.

## Geschäftsentwicklung
Die Eingänge haben sich für das Jahr 2021 auf dem hohen Niveau der Vorjahre eingependelt: 28.022 Js-Verfahren, 13.052 UJs-Verfahren, 2.469 OWi-Verfahren. Besonders angestiegen ist die Zahl der Ermittlungsverfahren wegen Besitz und Verbreitung von Kinderpornographie; stark angestiegen sind auch die Zahlen bei den Betrugsstraftaten im Internet und bei den Fällen häuslicher Gewalt.
Den wesentlichen Anteil machen die Strafermittlungsverfahren gegen namentlich bekannte Beschuldigte aus (sog. Js-Verfahren). Hinzu kommen Verfahren wegen Ordnungswidrigkeiten und Verfahren gegen unbekannte Täter (sog. UJs-Verfahren). Es ergibt sich im Durchschnitt folgende Verteilung:
| Verfahren                    | Anteil |       |
| ---------------------------- | ------ | ----- |
| gegen bekannte Täter (Js)    | 64 %   |       |
| gegen unbekannte Täter (UJs) | 30 %   |       |
| wegen Ordnungswidrigkeiten   | 6 %    | 100 % |
| – darunter Verkehrssachen    |        | 79 %  |

Aus den Js-Verfahren (100 %) sind folgende Schwerpunkte – nach bisheriger Entwicklung – hervorzuheben:
| Tatvorwurf / Deliktstyp       | Anteil |
| ----------------------------- | ------ |
| vorsätzliche Körperverletzung | 8 %    |
| Diebstahl, Unterschlagung     | 9 %    |
| Betrug, Untreue               | 22 %   |
| Verkehrsstrafsachen           | 17 %   |
| Betäubungsmittelkriminalität  | 10 %   |

In den vergangenen Jahren wurde gegen 22–25 % der beschuldigten Personen Anklage erhoben bzw. eine gerichtliche Entscheidung (v. a. Strafbefehl) beantragt. Die Verfahrenserledigungen (100 %) verteilen sich im Wesentlichen auf:
| Erledigungsart                                  | Anteil |
| ----------------------------------------------- | ------ |
| Anklagen zum Landgericht                        | 0,3 %  |
| Anklagen zu den Amtsgerichten                   | 5 %    |
| Strafbefehlsanträge (an Amtsgerichte)           | 17 %   |
|                                                 |        |
| Verfahrenseinstellungen                         |        |
| – mit Auflagen (§ 153a StPO)                    | 5 %    |
| – bei Jugendlichen / Heranwachsenden (§ 45 JGG) | 5 %    |
| – wegen Geringfügigkeit (§ 153 StPO)            | 11 %   |
| – bei unwesentlicher Nebenstraftat (§ 154 StPO) | 6 %    |
| – kein Tatnachweis (§ 170 Abs. 2 StPO)          | 38 %   |

Soweit Verfahren mit der Auflage eingestellt wurden, einen Geldbetrag zu zahlen, flossen gemeinnützigen Einrichtungen und zu einem geringeren Teil der Staatskasse erhebliche Beträge zu.
Ein Verfahren dauert bei der Staatsanwaltschaft Konstanz durchschnittlich 1,3 Monate. Rund 85 % der Verfahren werden innerhalb der ersten drei Monate erledigt.
Die Staatsanwaltschaft Konstanz vollstreckt die Entscheidungen der Strafgerichte. Zudem vollstreckt sie gerichtliche Geldbußen, Ordnungs- oder Zwangsgelder, den Wertersatz (bei eingezogenen Gegenständen) sowie die Erzwingungshaft. In Verfahren nach dem JGG ist dagegen der Jugendrichter gleichzeitig Vollstreckungsleiter. Die folgend beispielhaft für das Jahr 2006 genannten Zahlen der Staatsanwaltschaft Konstanz entsprechen im Wesentlichen den aktuellen Zahlen und denen der Vorjahre:
| Strafvollstreckung gegen Personen       |      |
| --------------------------------------- | ---- |
| – Freiheitsstrafe ohne Bewährung (Haft) | 2 %  |
| – Freiheitsstrafe mit Bewährung         | 9 %  |
| – Geldstrafe                            | 62 % |

## Unterbringung

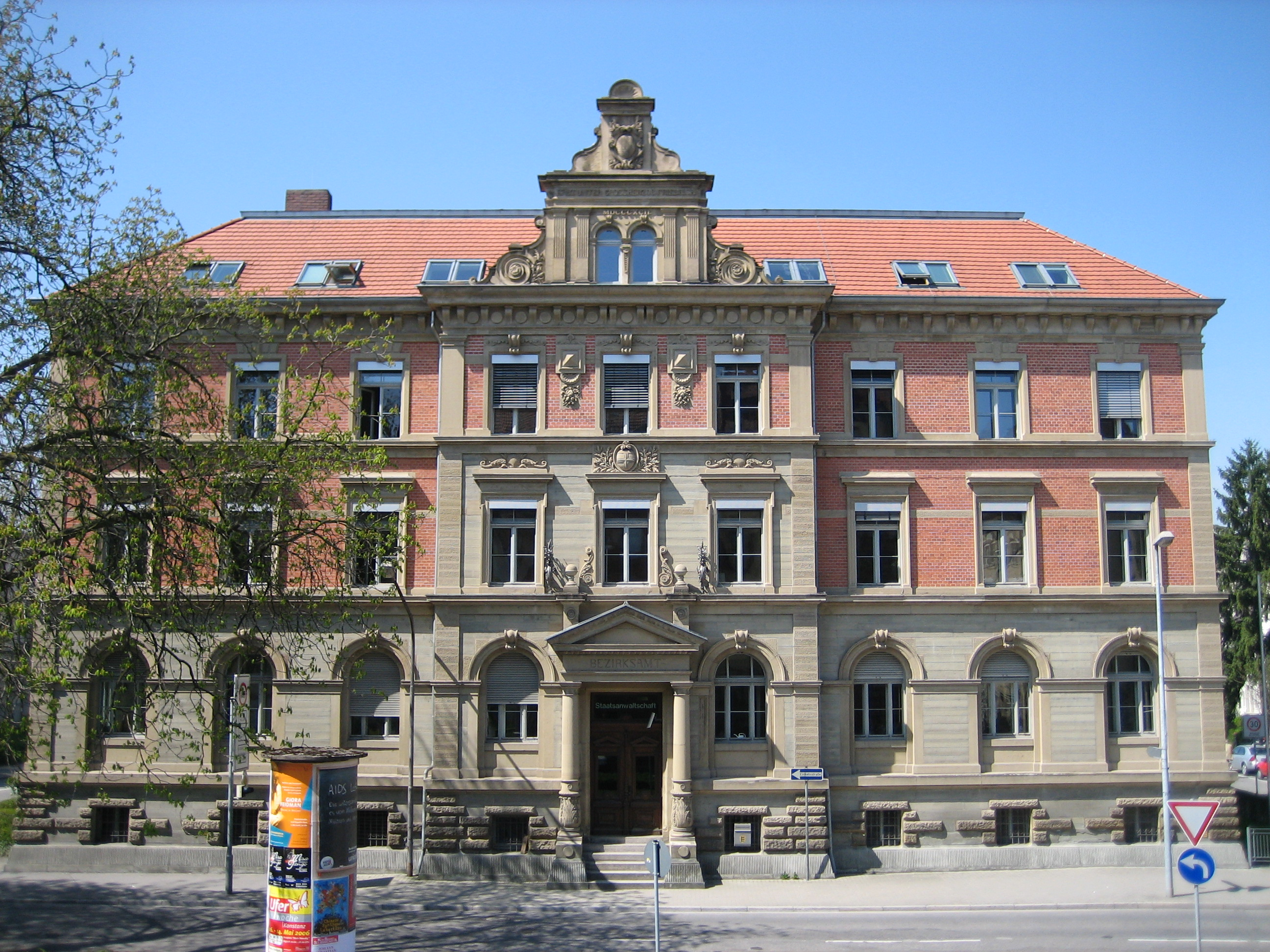
Hauptgebäude der Staatsanwaltschaft Konstanz

Die Staatsanwaltschaft ist in Konstanz in drei historischen Gebäuden untergebracht. Zudem besteht eine – unselbständige – Außenstelle in Villingen-Schwenningen, wo Verkehrssachen aus den Bezirken der Amtsgerichte Villingen-Schwenningen und Donaueschingen bearbeitet werden. Das Gebäude Bezirksamt (Konstanz, Untere Laube 36) beherbergt neben der Behördenleitung zwei Ermittlungsabteilungen und die Vollstreckungsabteilung. Im Lanzenhof (Konstanz, Torgasse 8) sind zwei Ermittlungsabteilungen untergebracht. Schließlich belegt die Verkehrsgruppe der Staatsanwaltschaft Konstanz im Gebäude Bischöfliches Spital, dem sogenannten Kleinspitäle (Konstanz, Torgasse 6), neben anderen Justizbehörden einige Räume.